# Bad Magic
Bad Magic ist das zweiundzwanzigste und letzte Studioalbum der britischen Heavy-Metal-Band Motörhead. Es erschien am 28. August 2015 beim bandeigenen Label Motörhead Music im Vertrieb von UDR Music. Es ist das erste Album der Band, das in der Woche nach Veröffentlichung Platz 1 der deutschen Albumcharts erreichte.

## Entstehung
Im Herbst 2014 kündigte Sänger und Bassist Lemmy Kilmister an, dass Motörhead noch Ende des Jahres mit den Arbeiten am nächsten Studioalbum beginnen werde, die Aufnahmen seien für März 2015 angesetzt. Während bei den vorhergehenden Alben die Kompositionen überwiegend von Gitarrist Phil Campbell und Schlagzeuger Mikkey Dee stammten, sind die Stücke des Albums Gemeinschaftskompositionen aller Bandmitglieder. Die meisten Stücke des Albums sind um drei Minuten lang, was für Kilmister Ausdruck der „Essenz des Rock ’n’ Roll“ sei, zweieinhalb Minuten seien ausreichend und der Gitarrist habe im Mittelteil zehn Sekunden, um in einem Solo sein Können zu beweisen.
Die Aufnahmen fanden in den NRG Studios in Hollywood statt, produziert wurde Bad Magic von Cameron Webb. Als Gastmusiker ist Brian May mit einem Gitarrensolo bei The Devil zu hören. Die Piano-Passagen im Rolling-Stones-Cover Sympathy for the Devil spielte Phil Campbell ein. Daneben nahm Motörhead mit “Heroes” von David Bowie ein weiteres Cover auf, welches später auf dem Album Under Cöver veröffentlicht wurde. Außerdem blieb ein Lied aus den Aufnahmesessions unberücksichtigt, da das Album sonst zu lang für eine Veröffentlichung als Schallplatte geworden wäre.
Das Album erschien am 28. August 2015 über das bandeigene Label Motörhead Music/UDR.
Am 28. Dezember 2015 starb Frontmann Lemmy Kilmister, was die Auflösung der Band mit sich brachte.

## Titelliste
| Nr.          | Titel                              | Komposition und Text        | Länge |
| ------------ | ---------------------------------- | --------------------------- | ----- |
| 1.           | Victory or Die                     | Motörhead                   | 3:09  |
| 2.           | Thunder & Lightning                | Motörhead                   | 3:06  |
| 3.           | Fire Storm Hotel                   | Motörhead                   | 3:35  |
| 4.           | Shoot Out All of Your Lights       | Motörhead                   | 3:15  |
| 5.           | The Devil                          | Motörhead                   | 2:54  |
| 6.           | Electricity                        | Motörhead                   | 2:17  |
| 7.           | Evil Eye                           | Motörhead                   | 2:20  |
| 8.           | Teach Them How to Bleed            | Motörhead                   | 3:13  |
| 9.           | Till the End                       | Motörhead                   | 4:05  |
| 10.          | Tell Me Who to Kill                | Motörhead                   | 2:57  |
| 11.          | Choking on Your Screams            | Motörhead                   | 3:33  |
| 12.          | When the Sky Comes Looking for You | Motörhead                   | 2:58  |
| 13.          | Sympathy for the Devil             | Mick Jagger, Keith Richards | 5:35  |
| Gesamtlänge: | Gesamtlänge:                       | Gesamtlänge:                | 42:57 |

## Rezeption

### Rezensionen
Das Album erhielt meist positive Kritiken. Steve Morse von Boston Globe bezeichnete Bad Magic als eines der besten Alben des Jahres. Dom Lawson von der britischen Zeitung The Guardian lobte Bad Magic als lebhaft und mitreißend. Mark Deming von AllMusic schrieb, dass das Album zwar musikalisch wenig Neues biete, das Instrumentenspiel aber die gewohnt hohe Qualität besitze. Jan Jaedike vom Rock Hard bezeichnete Bad Magic als das beste Motörhead-Album seit Bastards (1993). Peter Hesse schreibt im coolibri "Lemmy trägt Gebiss, seine Blutwerte sind im Keller und wegen Diabetes wurde ihm schon ein Zeh amputiert. That’s the way I like it baby, I don’t wanna live forever? Von wegen. Seine Stimme hält und die Gitarrenarbeit ist unwahrscheinlich toll." Jörg Scheller zählt es zu den "düstereren Motörhead-Alben", im Gesamtwerk setze es jedoch "keine, für Motörhead-Verhältnisse, neuen Akzente".

### Verkaufszahlen
Das Album belegte nach Veröffentlichung als erstes Werk von Motörhead den ersten Platz in den deutschen Albumcharts. Die Charts führte es ebenfalls in Finnland und Österreich an. In der Schweiz belegte es Rang zwei, Platz vier erreichte es in Schweden und Tschechien.
In den Vereinigten Staaten wurden von Bad Magic in den ersten beiden Verkaufswochen 10.325 Exemplare verkauft.